# 愛知県道442号・静岡県道390号鳳来佐久間線
愛知県道442号・静岡県道390号鳳来佐久間線（あいちけんどう442ごう・しずおかけんどう390ごう ほうらいさくません）は、愛知県新城市から静岡県浜松市天竜区に至る一般県道である。

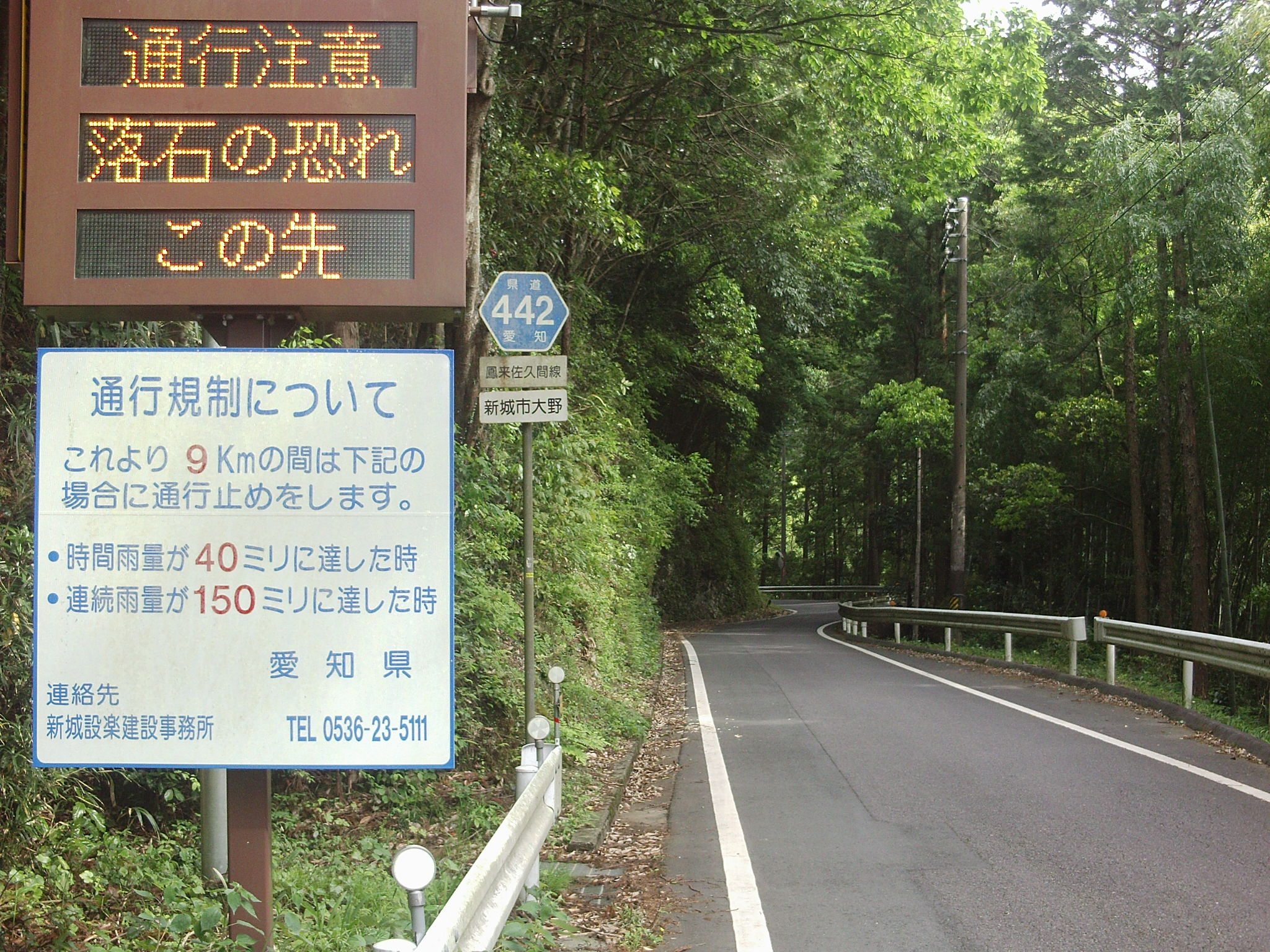
阿寺の七滝へ行くルート。

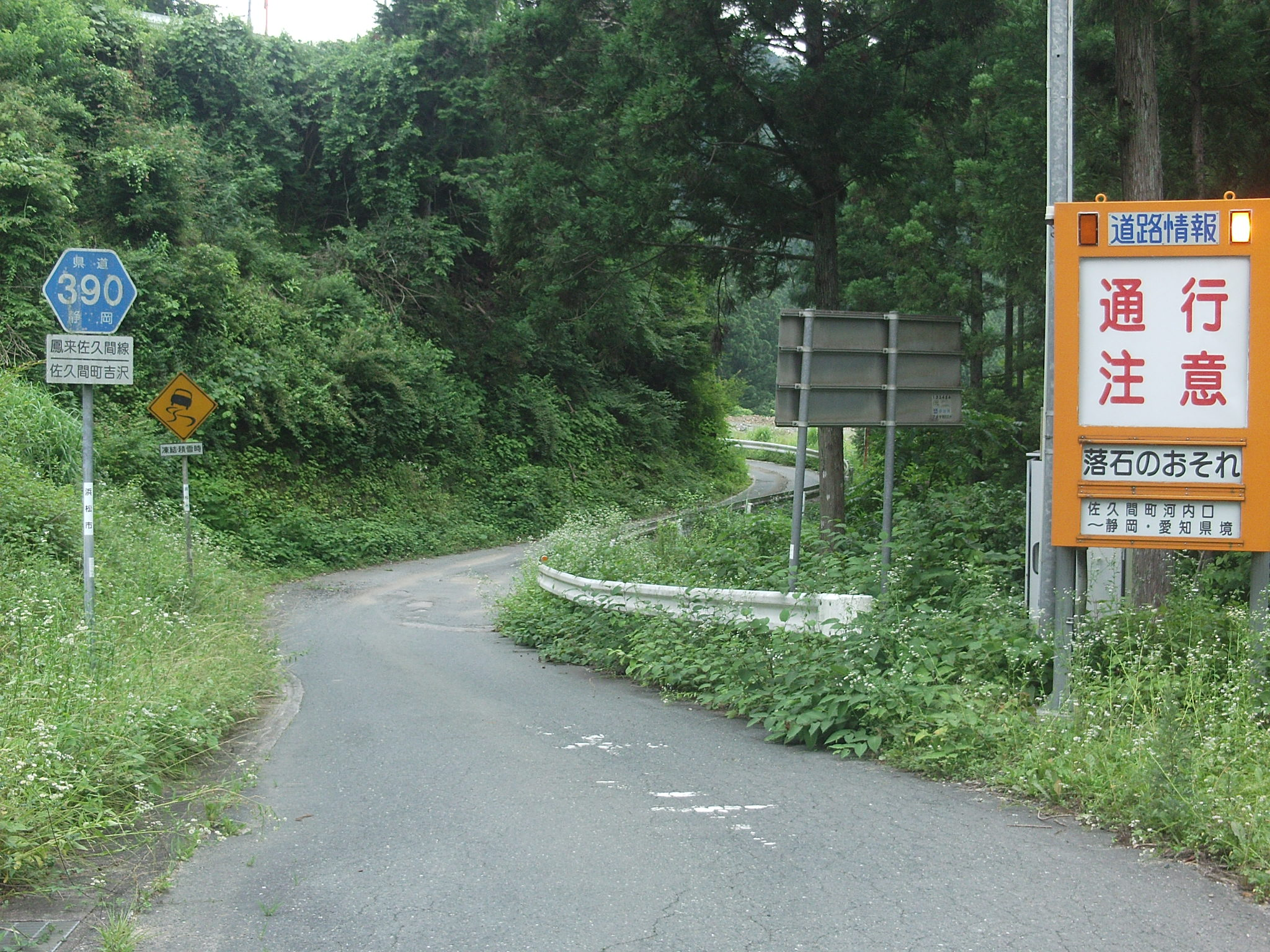
終点（浜松市天竜区）

## 概要
一部で重複・交錯する県道渋川鳳来線よりもさらに北側の峠を越え、終点は天竜川水系相川の谷となる。分水嶺手前の新城市七郷一色地内には車幅1.9m以下の通行規制がある。

### 路線データ
- 起点：愛知県新城市大野（明治橋西交差点：愛知県道439号能登瀬新城線交点）
- 終点：静岡県浜松市天竜区佐久間町浦川（静岡県道9号天竜東栄線交点）
- 総距離：愛知県内約17.2km、静岡県内3.6km

## 歴史
- 1983年4月1日 認定
  - 愛知県での旧路線名称は七郷一色大野線

## 地理

### 通過する自治体
- 愛知県
新城市
- 静岡県
浜松市（天竜区）

### 交差する道路
- 愛知県道439号能登瀬新城線（明治橋西交差点）
- 愛知県道505号渋川鳳来線（明治橋西交差点付近、新城市巣山地内 - 七郷一色地内で重複）
- 愛知県道519号七郷一色名号線（市道を挟む：新城市七郷一色地内）
- 静岡県道9号天竜東栄線（浜松市天竜区佐久間町浦川野坂地内）

### 沿線
- 阿寺の七滝
- 秋葉ゴルフ倶楽部
- 百間滝
- 鳶ノ巣山

### バス路線
- 新城市Sバス秋葉七滝線:本長篠駅前 - 三河大野 - 阿寺 - 向久保